# Divize B 1991/1992
V soubojích 27. ročníku České divize B 1991/92 se utkalo 16 týmů dvoukolovým systémem podzim–jaro. Tento ročník začal v srpnu 1991 a skončil v červnu 1992.

## Kluby podle přeborů
- Severočeský (9): TJ Kovostroj Děčín, TJ Spartak Ústí nad Labem, TJ Slovan Jirkov, TJ Spartak Roudnice nad Labem, TJ Slavoj Litoměřice, TJ Slovan Varnsdorf, FK VTJ Teplice "B", SK Sokol Brozany, TJ SEPAP Štětí.
- Západočeský (2): TJ Baník Sokolov, TJ Slavia Karlovy Vary.
- Středočeský (3): TJ Lokomotiva Kladno, VTJ Slaný, TJ Kablo Kročehlavy.
- Pražský (2): TJ Meteor Praha 8, TJ Tatra Smíchov.

## Výsledná tabulka
| Poř. | Tým                           | Z  | V  | R  | P  | VG | OG | B  |
| ---- | ----------------------------- | -- | -- | -- | -- | -- | -- | -- |
| 1.   | TJ Lokomotiva Kladno          | 30 | 20 | 4  | 6  | 67 | 28 | 44 |
| 2.   | TJ Kovostroj Děčín            | 30 | 16 | 6  | 8  | 63 | 38 | 38 |
| 3.   | TJ Spartak Ústí nad Labem     | 30 | 14 | 8  | 8  | 44 | 29 | 36 |
| 4.   | TJ Slovan Jirkov              | 30 | 11 | 11 | 8  | 29 | 35 | 33 |
| 5.   | VTJ Slaný                     | 30 | 12 | 8  | 10 | 55 | 46 | 32 |
| 6.   | TJ Spartak Roudnice nad Labem | 30 | 11 | 9  | 10 | 50 | 42 | 31 |
| 7.   | TJ Slavoj Litoměřice          | 30 | 14 | 3  | 13 | 45 | 45 | 31 |
| 8.   | TJ Meteor Praha 8             | 30 | 13 | 3  | 14 | 58 | 59 | 29 |
| 9.   | TJ Kablo Kročehlavy           | 30 | 11 | 7  | 12 | 46 | 49 | 29 |
| 10.  | TJ Slovan Varnsdorf           | 30 | 10 | 9  | 11 | 38 | 46 | 29 |
| 11.  | TJ Baník Sokolov              | 30 | 13 | 2  | 15 | 48 | 58 | 28 |
| 12.  | TJ Tatra Smíchov              | 30 | 11 | 5  | 14 | 46 | 49 | 27 |
| 13.  | FK VTJ Teplice "B"            | 30 | 11 | 5  | 14 | 41 | 53 | 27 |
| 14.  | SK Sokol Brozany              | 30 | 10 | 6  | 14 | 32 | 45 | 26 |
| 15.  | TJ SEPAP Štětí                | 30 | 8  | 6  | 16 | 34 | 53 | 22 |
| 16.  | TJ Slavia Karlovy Vary        | 30 | 6  | 6  | 18 | 32 | 61 | 18 |

Poznámky:
- Z = Odehrané zápasy; V = Vítězství; R = Remízy; P = Prohry; VG = Vstřelené góly; OG = Obdržené góly; B = Body
- O pořadí klubů se stejným počtem bodů rozhodly vzájemné zápasy.

|  | Postup do ČFL 1992/93                           |
|  | Sestup do příslušného krajského přeboru 1992/93 |